# Àcid gras omega 9

Àcid oleic.

Els àcids grassos omega 9 constitueixen una família d'àcids grassos insaturats (molècules de la família dels lípids) que es caracteritzen per tenir el seu primer doble enllaç (insaturació) a la posició número 9 començant pel darrer àtom de carboni.

## Característiques
Alguns àcids grassos omega−9 són components comuns del greix animal i dels olis vegetals.
Dos àcids grassos omega−9 importants en la indústria són: 
- àcid oleic (18:1, n−9), el qual és el component principal de l'oli d'oliva, de l'oli de macadàmia i d'altres greixos monoinsaturats
- àcid erúcic (22:1, n−9), el qual es troba en les llavors de la colza, Erysimum i de la mostassa. En el cas de les varietats de colza riques en àcid erúcic es fa servir en pintures i com oli assecant.

Al contrari que l'àcid gras omega-3 i l'àcid gras omega-6, els àcids grassos omega−9 no estan classificats com àcids grassos essencials (EFA). Això és degut al fet que es poden crear en el cos humà i no són essencials que la dieta els contingui i per no participar en la reacció per a fer eicosanoids.
Sota limitació severa dels EFA, els mamífers allarguen i desaturen l'àcid oleic per a formar àcid de Mead, (20:3, n−9). Això ha estat documentat en alguns vegans o vegetarians que tenien dietes molt desequilibrades.
| Nom comú      | Nom de lípid | Nom químic (en anglès)     |
| ------------- | ------------ | -------------------------- |
| àcid oleic    | 18:1 (n−9)   | 9-octadecenoic acid        |
| àcid elaídic  | 18:1 (n−9)   | (E)-octadec-9-enoic acid   |
| àcid gondòic  | 20:1 (n−9)   | 11-eicosenoic acid         |
| àcid de Mead  | 20:3 (n−9)   | 5,8,11-eicosatrienoic acid |
| àcid erúcic   | 22:1 (n−9)   | 13-docosenoic acid         |
| àcid nervònic | 24:1 (n−9)   | 15-tetracosenoic acid      |